# 碁所
碁所（ごどころ）は江戸幕府において、御城碁の管理、全国の囲碁棋士の総轄など囲碁を統括すると考えられていた役職。寺社奉行の管轄下で定員は1名（空位のときもある）、50石20人扶持、御目見以上。囲碁家元である本因坊家、井上家、安井家、林家の四家より選ばれ、就任するためには名人の技量を持っていなければならない。徳川家康が囲碁を愛好したことなどから、将棋所よりも上位に位置づけられていたとされる。
寛文2年（1662年）に囲碁、将棋が寺社奉行の管轄下に置かれるなど、幕府の政治機構の整備に伴い碁方の正式な長が必要となった。そのため寛文8年（1668年）10月18日、幕府により安井算知を碁所に任命したのがはじまりである。
各家元はこの碁所の地位をめぐって争碁、政治工作などを展開させた。水戸藩主徳川斉昭、老中松平康任、寺社奉行なども巻きこんだ本因坊丈和、井上幻庵因碩による抗争は有名であり、「天保の暗闘」として知られている。
各藩においても、碁技により禄を受けた者を碁所と呼ぶこともあった。

## 起源
碁所の起源は、天正16年(1588年)に豊臣秀吉が時の第一人者であり名人の呼称を許されていた本因坊算砂に20石20人扶持を支給したことなどの、碁打衆の専業化が始まるところにある。続いて幕府を開いた徳川家康が慶長17年(1612年)に囲碁・将棋の強者である碁打衆将棋衆8名に俸禄を与えることとした。その筆頭は囲碁・将棋の両方において本因坊算砂で、五十石五人扶持であった。
明治37年(1904年)刊の安藤如意「坐隠談叢」では、この時を碁所の設置としている。ただし、この書は正確な歴史書とは言えない。また増川宏一『碁』（法政大学出版局）では、碁所の発祥の天正説・慶長説とも否定されている他、慶長17年段階では個人の芸に対する評価としての扶持であり、世襲の概念もいまだ発生していないという。
これ以降は、算砂と、その後を継いで元和9年(1623年)に名人となった中村道碩が、事実上の碁打衆の頭領格となっていたと思われる。（将棋については1612年に算砂から大橋宗桂に将棋所の地位を譲ったとされる。） しかし、増川宏一によると、この時期にはまだ、「名人」「碁所」「将棋所」いずれの名称も存在していないとして、自分たちの権威をあげたいと考えた囲碁家・将棋家のものたちによる、伝聞を元にした創作だとしている。
増川宏一『将棋Ⅱ』（法政大学出版局）では、家元への家禄が発生したのが1635年（寛永12年）、将棋指しが寺社奉行の管轄下になった（＝将棋所の発生）のが1662年（寛文2年）とされており、増川の『碁』（法政大学出版局）では碁所が発生したのも同じ1662年（寛文2年）ごろとされている。秋田昇一『徳川時代の囲碁界を知る 「本因坊家伝」と「碁所旧記」を読み解く』（誠文堂新光社、2019年）では、初代碁所は1668年に名人碁所となった安井算知とされている。
寛永7年(1630年)の道碩の死後、その地位を巡って本因坊算悦と安井算知が争碁を行うが決着が付かなかった（碁所詮議）。本因坊算悦は万治元年(1658年)に死去し、安井算知は名人の手合に進むこととなり、同時に碁所となった。この頃から、碁所という名称が公に文書で使われるようになり、後の本因坊道策への御證書にも碁所の名称が使われている。この時期から本因坊家、安井家、中村道碩を継いだ井上家の三家に家禄が支給されるようになり、後に林家も加わって家元四家となった。
名人碁所不在の際は、本因坊家が碁家、将棋家のとりまとめ役をつとめていた。
従来の囲碁史においては、本因坊丈和が名人碁所になった時について、名人碁所になった棋士は「お止め碁」として、以降は公式の対局は行わないと描写されていたが、実際は、丈和以前の碁所就任者について、下記のように統一されていない。
- 本因坊道策は名人碁所になったのちも御城碁を打っている。ただし、1698年（元禄11年）の御城碁について、道策は碁所として対局の組み合わせを作ったが自身の対局予定をなしとし、安井知哲が自分と道策との対局を望んだが、道策が断ったことが「大橋家文書」に記されている[5]。増川宏一は「道策が対局を避けたのは、負けた場合に権威にかかわるからであろう」と記している[6]。
- 井上道節因碩は名人碁所になったのちは御城碁を打っていない。
- 本因坊道知は名人碁所になったのちは御城碁を打っていない。
- 本因坊察元は名人碁所になったのちも御城碁を打っている。

## 碁所就任者
- 安井算知（就任期間：寛文8年（1668年）-延宝4年（1676年））
- 本因坊道策（延宝5年（1677年）-元禄15年（1702年））
- 井上道節因碩（宝永7年（1710年）-享保4年（1719年））　- 「名人」には1708年から
- 本因坊道知（享保6年（1721年）-享保12年（1727年））
- 本因坊察元（明和7年（1770年）-天明8年（1788年））
- 本因坊丈和（天保2年（1831年）-天保10年（1839年））